# Лиловый цветок гибискуса
Лиловый цветок гибискуса (англ. Purple Hibiscus) — роман нигерийской писательницы Чимаманды Нгози Адичи. Впервые опубликован издательством «Элгонквин Букс» в 2003 году. Магистральные темы — жизнь постколониальной Африки, религия и взросление.

## Сюжет
Действие романа разворачивается в постколониальной Нигерии, страдающей от экономических трудностей и политической неустойчивости. Герой-повествователь — пятнадцатилетняя Камбили Ачики, дочь крайне успешного бизнесмена Юджина, истового католика. Юджин — домашний тиран: он подвергает физическому и психологическому насилию свою жену Беатрис, дочь Камбили, сына Джаджу. Взрослеющая Камбили наблюдает постепенный распад своей семьи.
Ключевой момент повествования — пребывание Камбили с братом в доме её тётки по отцу Ифеомы, матери троих детей: быт Ифеомы совсем не похож на тот, к которому Камбили и Джаджа привыкли у себя дома. Семья Ифеомы тоже католики, но совсем другого типа: у этих счастливых людей принято свободно выражать свои мысли. В это же время Камбили влюбляется в молодого священника, отца Амади, что меняет её представления о собственной сексуальности. 
Не вынеся бесконечного насилия со стороны Юджина, Беатрис отравляет мужа. Джаджа берёт вину на себя и попадает в тюрьму. Тётю Ифеому несправедливо увольняют от должности лектора Нигерийского университета, и она со своей семьёй уезжает в Америку. Финал романа, проникнутый настороженным оптимизмом, на три года отстоит от его начала. Камбили становится восемнадцатилетней девушкой, более уверенной в себе, нежели прежде. Джаджа вот-вот выйдет из тюрьмы — ожесточённый, но не сломленный. Психическое состояние их матери Беатрис сильно ухудшилось.

## Критика
Роман получил многочисленные положительные оценки и был отмечен несколькими премиями — в частности, премией Содружества за лучший писательский дебют (2005).